# حق الاحتفاظ بالأسلحة وحملها في الولايات المتحدة
حق الاحتفاظ بالأسلحة وحملها في الولايات المتحدة هو من الحقوق الأساسية المُصانة من قِبل التعديل الثاني لدستور الولايات المتحدة، وجزء من ميثاق الحقوق، ومن قِبل دساتير معظم الولايات في الولايات المتحدة.
الميليشيا (الجيش الشعبي) المنظمة تنظيمًا جيدًا، باعتبارها ضرورية لأمن الولاية الحرة، ولذلك يجب ألّا يُنتهك حق الأفراد بالاحتفاظ بالأسلحة وحملها.
في الولايات المتحدة، التي تتبع تقليد القانون العام الإنجليزي، اعتُرف بمبدأ حق الاحتفاظ بالأسلحة وحملها قبل تشكيل دستور وطني مكتوب. حين ثار المستعمرون في المستعمرات الثلاثة عشر ضد السيطرة البريطانية خلال الثورة الأمريكية، واقتبسوا وثيقة حقوق 1689 الإنجليزية كمثال.

## السابقة الإنجليزية
كان أساس المفهوم الأمريكي لحق الاحتفاظ بالأسلحة وحملها متأثرًا بوثيقة حقوق عام 1689 الإنجليزية، وهو قانون برلماني، تناول أيضًا موضوع الدفاع عن النفس من قِبل الرعايا الإنجليز البروتستانت.
لم تضع وثيقة الحقوق حقًا جديدًا لحيازة الأسلحة وإنما ألغت واستنكرت قوانين الملك المخلوع جيمس الثاني، وهو من الروم الكاثوليك، الذي أجبر على تجريد البروتستانت من السلاح، في مقابل تسليح ونشر الكاثوليك المسلحين بشكل منافٍ للقانون (وهي من بين انتهاكات أخرى مزعومة للحقوق الشخصية). نصّت وثيقة الحقوق على أنه يمكن للبروتستانت حمل الأسلحة للدفاع عن أنفسهم كما سمح القانون. أكدت (الوثيقة) أيضًا أن صلاحية تنظيم حق حمل الأسلحة تعود إلى البرلمان، وليس إلى الملك.
كتب السير وليام بلاكستون في القرن الثامن عشر حول حق حيازة الأسلحة بكونه مساعدًا «للحق الطبيعي في الدفاع عن النفس والحفاظ عليها»، لكنه أقر أن هذا الحق كان رهنًا لأهلية الفرد وجدارته طبقًا للقانون.
المُلحق الخامس والأخير، الذي يجب أن أورده الآن، أن القانون يسمح بحيازة السلاح من أجل الدفاع عن النفس، على أن يكون هذا السلاح مناسبًا لظرف الشخص ومكانته. يمكن اعتبار هذا القانون حقًا عام يحميه القانون، ومُستمد من الحاجة الطبيعية لحماية النفس والحفاظ عليها من الخطر عندما لا يستطيع المجتمع تأمين الحماية للفرد.

## التفسيرات الأولى في المحاكم الفدرالية
في القرن الذي تلا إقرار ميثاق الحقوق، استرعى المعنى المقصود من التعديل الثاني وتطبيقه اهتمامًا أقل مما هو عليه في الأوقات الحديثة. اُقرت الغالبية العظمى من الأنظمة من قِبل الولايات، وجرت معالجة أول قانون قضائي (القانون المبني على الأحكام والسوابق القضائية) حول تنظيم الأسلحة بتفسيرات الولاية للتعديل الثاني. كان هنالك استثناء ملحوظ لهذه القاعدة العامة، وهو قضية هيوستن ضد مور، 18 U.S. 1 (1820)، إذ أوردت المحكمة العليا التعديل الثاني جانبًا.
دريد سكوت ضد سانفورد
في القرن التاسع عشر، كان هنالك اهتمام كبير في المناقشات العامة والمحاكم موجه لقضية تسليح العبيد (السابقة للحرب الأهلية)، واللاحقة لحق العبيد بالانضمام إلى ميليشيا وتسليح هؤلاء الأفراد. يمكن رؤية هذا الأمر في مناقشات المحكمة لقضية عام 1857 دريد سكوت ضد سانفورد، وإن كان يمكن للعبد دريد سكوت أن يكون مواطنًا ذو حقوق، من بينها حق حمل الأسلحة. كثيرًا ما شملت هذه النقاشات حول حقوق العبيد والعبيد السابقين استعمال مصطلح «حمل السلاح» بمعنى أن الأفراد يملكون أو لا يملكون حق حيازة الأسلحة النارية.
في القرار الخاص بالقضية، نصّ الرأي القضائي (رأي أغلبية أعضاء المحكمة) أنه إذا اعتُبر الأمريكيون الأفارقة مواطنين من الولايات المتحدة، «سيُعطى أفراد العرق الأسود، المُعترف بهم كمواطنين في أية ولاية من دولة الاتحاد، الحق... لحمل الأسلحة والاحتفاظ بها أينما ذهبوا».

## التفسيرات الأولى في محاكم الولاية
يُعد التعديل الثاني لدستور الولايات المتحدة حكمًا فدراليًا. في عام 2010 هذا الحق «الأساسي» و«الشخصي» كان «مُدرجًا بالكامل» في التعديل الرابع عشر وفقًا للحكم المُتخذ في المحكمة العليا في الولايات المتحدة في قضية مكدونالد ضد مدينة شيكاغو، الذي أيد الرأي القضائي المُسبق المُتخذ في قضية مقاطعة كولومبيا ضد هيلر. تملك كل من الولايات الخمسين دستورها الخاص. اختارت أربعٌ وأربعون ولاية أن تُدرِج بشكل صريح حق حيازة الأسلحة في دساتيرها. تتناول دساتير وقوانين ومحاكم كل ولاية الحق القائم على مستوى الولاية لحيازة الأسلحة بشكل صريح ضمن السلطات القضائية لكل منها. يختلف مستوى وطبيعة الحماية والحظر والتنظيم على مستوى الولاية من ولاية لأخرى. تخضع مقاطعة كولومبيا للسلطة القضائية الفدرالية.
اختارت نحو إحدى وثلاثين ولاية أن تشمل بشكل صريح حق التسلح «كحق شخصي»، و«للدفاع عن النفس»، و«للدفاع عن المنزل» أو مبررات مُصاغة بشكل مشابه.
نحو ثلاثة عشرة ولاية، كما في دستور الولايات المتحدة، لم تختر أن تشمل بشكل صريح صياغات «الحق الشخصي»، أو «الدفاع عن النفس» أو «الدفاع عن المنزل» المرتبطة بحق حمل السلاح في تلك الولايات المحددة.
اختارت نحو ثمانية وعشرين ولاية أن تشمل بشكل صريح حق حمل السلاح «لأمن الولاية الحرة»، أو «الدفاع عن الولاية»، أو «الدفاع العام» أو أسبابًا مصاغة بشكل مشابه، كما في دستور الولايات المتحدة، بينما لم تختر نحو ستة عشرة ولاية أن تشمل بشكل صريح تعابير «الولاية الحرة»، أو «الدفاع عن الولاية» أو «الدفاع العام» ضمن هذه الولايات المحددة. يوجد خلاف حول ما إذا كان إدراج هذه الأنواع من الصياغات في دساتير الولاية يتضمن حقوقًا «شخصية» ضمنية، أو إذا كانت هكذا حقوق محمية بشكل واضح من قِبل دساتير الولايات أو من قِبل التعديل الثاني لدستور الولايات المتحدة. على أي حال، منذ أن «أدرجت» المحكمة العليا في الولايات المتحدة التعديلات الثانية والرابعة عشرة «بشكل كامل» في الرأي القضائي (رأي معظم أعضاء المحكمة) والأمر الصادر عام 2010 في قضية مكدونالد ضد مدينة شيكاغو، «جرى تطبيق» حق الاحتفاظ بالأسلحة وحملها «بشكل كامل» في الولايات، ويقيد الولايات في كل أو أي من الأنظمة والإجراءات التقييدية التي تختار أن تتخذها، وتأخذ الحقوق الدستورية الفدرالية أولوية على قوانين الولاية والقوانين المحلية والأخرى التي تنظم «حق المواطنين الشرعيين للاحتفاظ بالسلاح وحمله للدفاع عن النفس، الذي هو عنصر أساسي من التعديل الثاني».
فيما يتعلق بتفسيرات الولاية لهذه الحقوق الدستورية الفدرالية بشأن حمل الأسلحة، تناولت محاكم الولاية معنى هذه الحقوق المحددة بقدر كبير من التفصيل. ظهر نموذجان مختلفان من الفقه القضائي (الاجتهاد القضائي) الخاص بالولاية: حق شخصي (دفاع عن النفس أو المنزل) وحق جمعي (دفاع عن الولاية). ولكن، يجب ملاحظة أنه لا يمكن للولايات الحد من أية وثيقة حقوق أو تقييدها، والتي هي «مُدرجة بشكل كامل» (سابقة قضائية أمريكية) وأن الحق الذي هو «مُدرج بشكل كامل» ينطبق أيضًا على دساتير كل ولاية؛ مرة أخرى، يمكن للولايات «أن تُضيف» لهذه الحقوق فقط ولكن لا يمكنها أبدًا «الحد» من هذه الحقوق بالقوانين المحلية والقوانين الخاصة بالولاية.